# Известия РАН. Серия математическая
Известия РАН. Серия математическая — российский научный журнал, публикующий оригинальные математические исследования по всем разделам современной математики, включая алгебру, математическую логику, теорию чисел, математический анализ, геометрию, топологию, дифференциальные уравнения. Издаётся в Москве Математическим институтом им. В. А. Стеклова РАН.

## История журнала
Предшественником является журнал «Извѣстія Императорской Академіи Наукъ», первый номер которого вышел в 1894 г. Этот журнал выходил нерегулярно и печатал статьи по всем разделам науки, а также протоколы заседаний общих собраний и отделений, некрологи, библиографии, отчеты о присуждениях академических премий, и др. В 1917 году журнал был переименован в «Извѣстія Академіи Наукъ». В 1918—1925 назывался «Известия Российской академии наук», а в 1926—1935 годах — «Известия Академии наук СССР».
В 1936 году журнал «Известия Академии наук СССР» был реорганизован, разбит на новые серии, началась новая нумерация томов. В 1937 г. вышел первый выпуск журнала «Известия Академии наук СССР. Отделение математических и естественных наук. Серия математическая». Ответственным редактором журнала стал академик-секретарь Отделения математических и естественных наук А. Е. Ферсман, в редакционную коллегию входили академик И. М. Виноградов, академик С. Н. Бернштeйн, профессор Б. И. Сегал.
Главными редакторами были академики И. М. Виноградов (1948—1983), В. С. Владимиров (1984—2002) и А. А. Болибрух (2002—2003). С 2004 года главный редактор — академик В. В. Козлов.
После 1992 года журнал получил название «Известия Академии наук», затем — «Известия Российской академии наук».
Английский перевод журнала с 1967 по 1991 год выходил под названием «Mathematics of the USSR. Izvestiya», с 1992 по 1994 — под названием «Russian Academy of Sciences. Izvestiya. Mathematics», а с 1995 года — под названием «Izvestiya: Mathematics» издается Лондонским математическим обществом совместно с издательством Turpion Ltd и Российской академией наук.

## Редакционная коллегия
В состав редколлегии входят: член-корр. РАН А. И. Аптекарев, акад. Л. Д. Беклемишев, д.ф.-м.н.
А. И. Буфетов, акад. В. А. Васильев, член-корр. РАН И. В. Волович, д.ф.-м.н. А. А. Давыдов, к.ф.-м.н. С. П. Коновалов (отв. секретарь), акад. С. В. Конягин, член-корр. РАН Ю. В. Нестеренко, д.ф.-м.н. В. В. Никулин, акад. Д. О. Орлов, член-корр. РАН В. Л. Попов, член-корр. РАН А. А. Разборов, д.ф.-м.н. А. Г. Сергеев (зам. главного редактора), член-корр. РАН Е. М. Чирка.